# كيث شامبيون
كيث شامبيون (بالإنجليزية: Keith Champion)‏ هو لاعب كرة قاعدة أمريكي، ولد في 19 سبتمبر 1959.